# Klášter Walkenried
Walkenried (německy Kloster Walkenried) je bývalé cisterciácké opatství, ležící ve vesnici Walkenried ve spolkové zemi Dolní Sasko v Německu. Bylo založeno v roce 1127 na jižním okraji pohoří Harz. Od roku 2010 jsou zbytky kláštera jako součást sofistikovaného systému přehrad a vodních děl – Oberharzer Wasserregal zapsány na seznam světového kulturního dědictví UNESCO.

## Historie

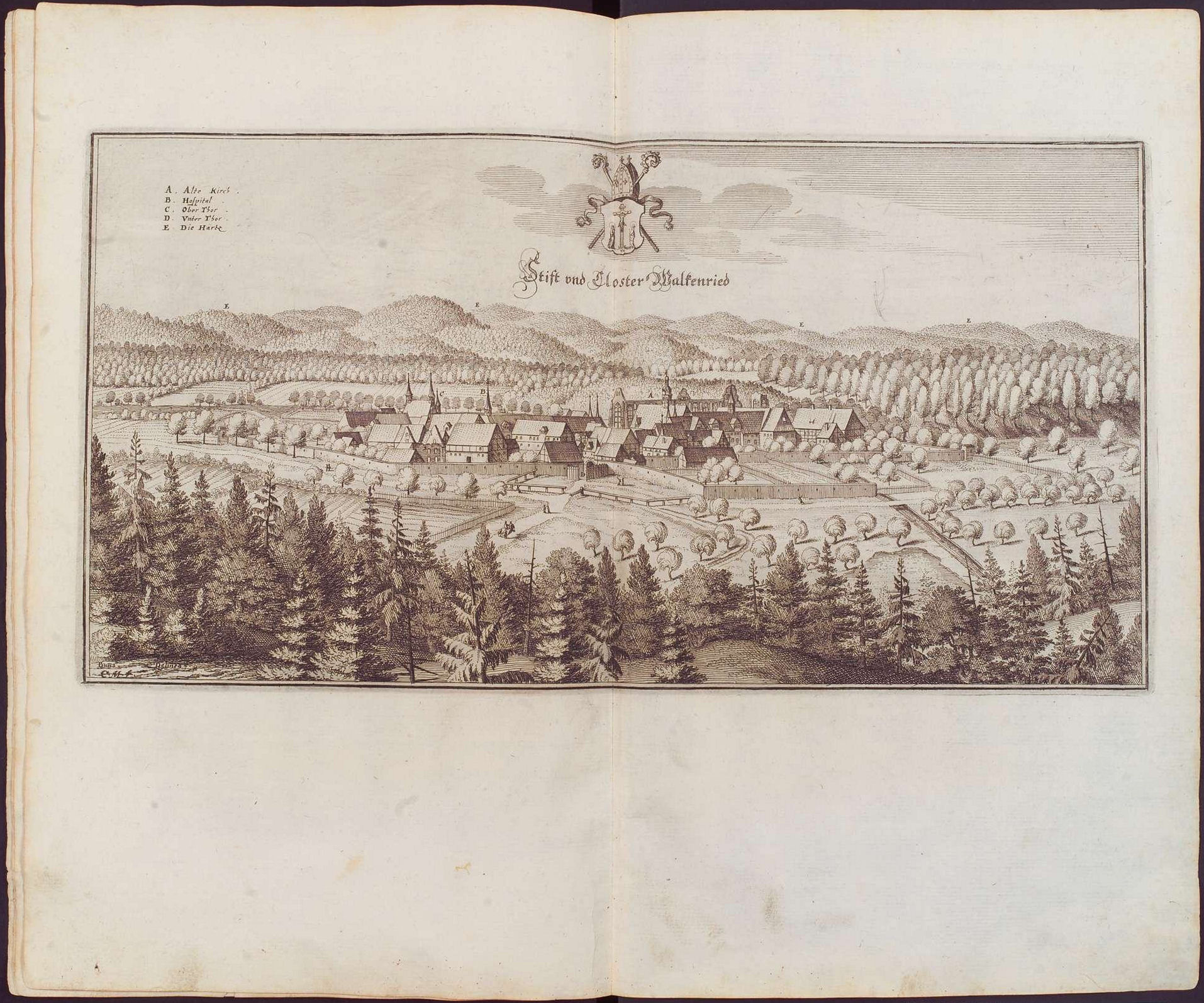
Podoba kláštera zhruba v polovině 17. století

V pořadí třetí německý cisterciácký klášter byl založen Adelaidou z Lohry, manželkou hraběte Volkmara z Klettenbergu, společně s prvním opatem Jindřichem I. (1127-1128). Fundace byla podpořena králem Lotharem III. a potvrzena v roce 1137 papežem Inocentem II. První řeholníci sem přišli roku 1129 z kláštera Kamp v Porýní, se kterými se měla zakladatelka setkat během své pouti do Kampu, a měla jim nabídnout kolonizaci svojí země. Klášter byl výhodně situován k potoku Wieda (u cisterciáků bylo umisťování klášterů k vodním tokům prakticky pravidlem) a k jižním svahům pohoří Harz. Krátce nato započaly práce na stavbě románské baziliky, která byla vysvěcena v roce 1137. V následujících letech se Walkenried postaral o dvě vlastní dceřiné fundace: Pforta (1137), poblíž Naumburgu a klášter Sittichenbach (1141) poblíž Eisleben.

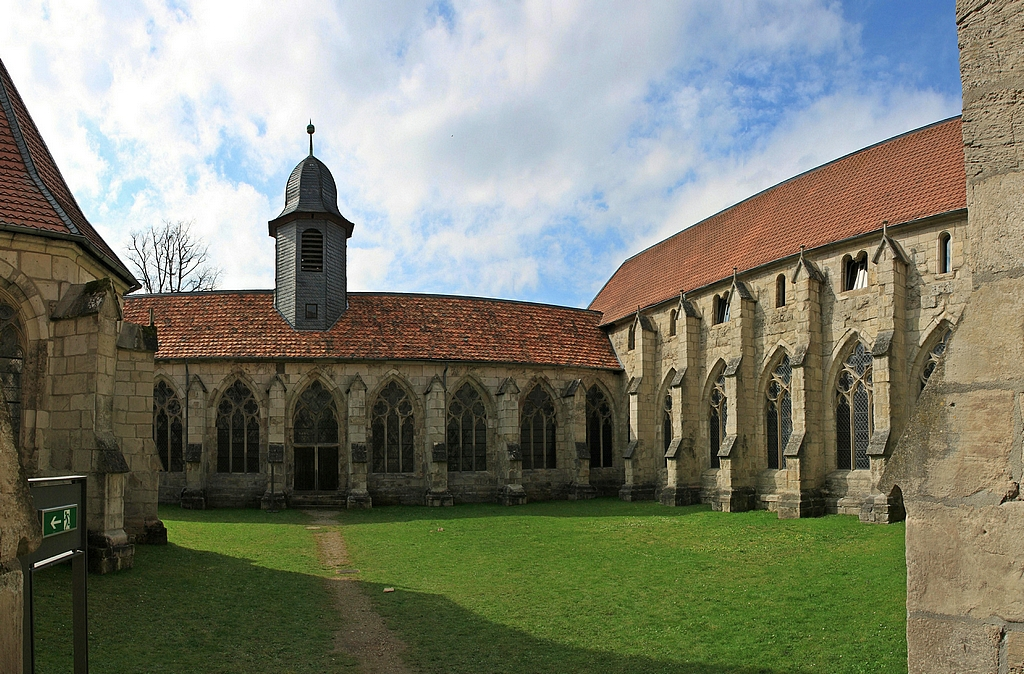
Rajský dvůr a ambit.

Klášter záhy velmi zbohatl a získal pozemky až v Porýní a v Pomořansku. Mniši věnovali nejvíce pozornosti zkulturňování a podmaňování krajiny, především těžbě kovů, hutnictví a slévárenství, výrobě dřevěného uhlí a také budování rybníků. Ke kultivaci území okolo řeky Helme až do Durynska dnes nazývanému Goldene Aue, využívali systém vodních děl Oberharzer Wasserregal. Ve 13. století žilo v klášteře, ze kterého se mezitím stalo jedno z nejbohatších opatství v Německu, asi 100 mnichů a 200 konvršů. V roce 1209 započala za podpory císaře Oty IV. stavba nově baziliky, navržené v klášteře Morimond. Jeden z největších kostelů v severním Německu a přilehlý ambit byly dokončeny v gotickém slohu a v roce 1290 byly vysvěceny Sigfriedem II. z Querfurtu. Pozici správců zastávali až do svého zániku v roce 1260 hrabata z Klettenbergu tato funkce následně přešla na hrabata z Hohensteinu.

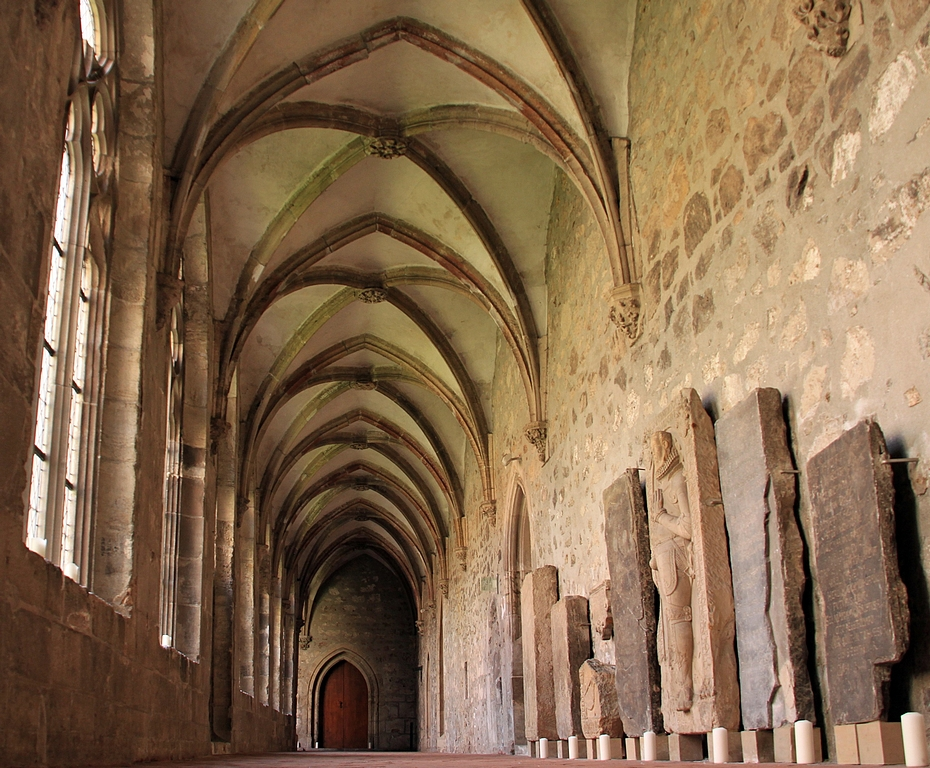
Křížová chodba a náhrobky.

V důsledku morové epidemie která postihla oblast Harzu v polovině 14. století a značně zredukovala populaci, začala těžba i zemědělská výroba stagnovat a opatství ztrácelo svůj vliv a bohatství. Začátkem 16. století už prostory obývalo jen 12 mnichů a opat. Německá selská válka přivedla Walkenried na pokraj zničení, když se ke klášteru na Velikonoce 1525 přiblížil dav asi 800 rolníků. Opat Paulus (1520-1536) společně s mnichy uprchl a vzal s sebou také klášterní archiv. Klášter byl zpustošen, byla zbořena kostelní věž a vážně poškozeny klenební podpory.
V rámci protestantské reformace se z opatství v roce 1542 za vlády císaře Karla V. stalo na základě Říšské bezprostřednosti říšské opatství a jeho představitelé byli říšskými preláty. Nicméně další opat Jan VII. byl velmi světského a výstředního charakteru a v roce 1546 přijal se svými mnichy Luteránství. Jako odpověď podal patron opatství hrabě Ernst z Hohensteinu stížnost habsburskému (katolickému) císaři a ten nařídil vrátit věci do původního stavu, ale jeho rozkaz byl ignorován. Po smrti hraběte se celé jeho hohensteinské panství přiklonilo k protestantství a v roce 1548 vznikla ve Walkenriedu latinská škola. Do roku 1578 vedli klášter čtyři luterští opati, tehdy jmenoval hrabě z Hohensteinu jako správce svého syna, po jehož smrti v roce 1593 přenechala kapitula při katedrále v Halberstadtu správu Hohensteinu a Walkenriedu Brunšvicko-Wolfenbüttelským knížatům.
V opatství byla cisterciácká řehole na krátko obnovena během třicetileté války a to v letech 1629-1631. Vestfálský mír znamenal konec protestantského kláštera a ten byl v roce 1648 sekularizován. Latinská škola v jeho prostorách byla zrušena v roce 1668. Vévodové z Wolfenbüttelu ovládali statky někdejšího kláštera v Amt (druh hospodářsky správního zřízení), do kterého byly začleněny sousední vesnice Zorge a Hohegeiß.
Od té chvíle začalo být opatství systematicky rozebíráno, jako zdroj stavebního kamene. Gotický kostel byl silně poškozen už od doby zničení jeho věže rolníky v roce 1525; do dnešní doby se z něj zachovalo pouze několik málo reliktů. Také knihovna padla za oběť sedláckému povstání, ale archivy jsou naštěstí zachovány v knihovně vévody Augusta (Herzog August Bibliothek) ve Wolfenbüttelu. Naopak budovy samotné klausury jsou obecně dobře zachovány. Kapitulní síň sloužila od roku 1570 jako luteránský kostel. Demolice objektů byla zastavena v roce 1817 a první rozsáhlé práce na obnově klášterních budov započaly v roce 1876. Od roku 1977 jsou prostory ve správě okresu Osterode. V roce 2006 zde bylo otevřeno museum.

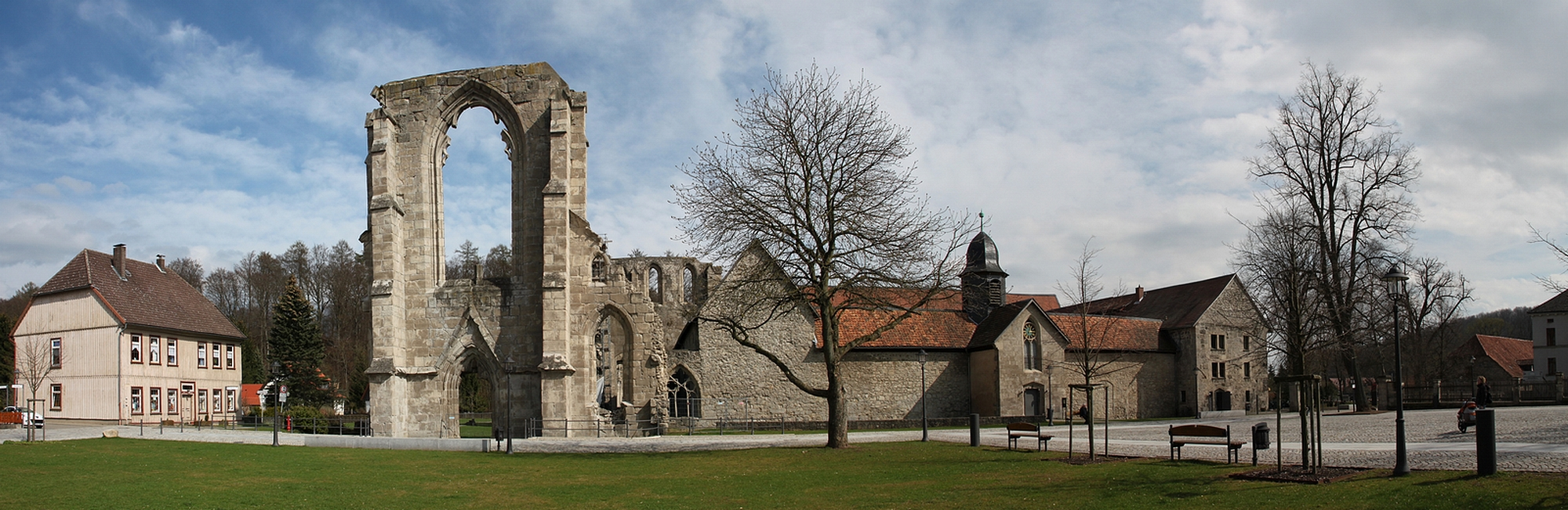
Západní pohled na bývalý klášter. Vlevo konventní kostel, vpravo budovy klausury.